# Aït Toudert
Aït Toudert é uma cidade e comuna localizada na província de Tizi Ouzou, no norte da Argélia. Em 2008, sua população era de 8 521 habitantes.